# 津島警察署
津島警察署（つしまけいさつしょ）は、愛知県警察が管轄する警察署の一つである。

## 所在地
- 愛知県津島市西柳原町2-8

## 管轄区域
- 津島市
- 愛西市
- あま市
- 海部郡大治町

## 沿革
- 1948年 旧警察法制定により、愛知県警察部津島警察署を廃止。自治体警察として津島市警察が発足する。周辺町村は国家地方警察の海部地区警察署の管轄になる。
- 1951年 国家地方警察海部地区警察署を分割して、海部西地区警察署が発足する。
- 1954年 愛知県警察発足により、津島市警察と海部西地区警察署の一部を管轄区域として、愛知県津島警察署が発足する。
- 2020年2月、庁舎建て替えに伴い、愛西市佐織庁舎東（愛西市諏訪町池埋500番地1）に仮移転。[1]
- 2022年（令和4年）8月29日  新庁舎完成に伴い、仮庁舎から新庁舎にて業務開始。[2]

## 組織
- 警務課
  - 警務係
  - 住民サービス係
  - 留置管理係
- 会計課
  - 会計係
- 生活安全課
  - 生活安全(第一係・第二係)
  - 少年係
  - 保安係
- 地域課
  - 地域総務係
  - 地域(第一係～第三係)
- 刑事課
  - 刑事総務係
  - 強行(第一係・第二係)
  - 盗犯係
  - 鑑識係
  - 知能係
  - 暴力薬物係
  - 国際捜査係
- 交通課
  - 交通総務係
  - 交通規制係
  - 指導取締係
  - 事故捜査係
- 警備課
  - 警備係
  - 災害対策係

## 幹部交番
（ ）の中は所在地

### あま市
- 甚目寺幹部交番（あま市甚目寺二伴田76番地16）

## 交番
（ ）の中は所在地

### 津島市
- 津島駅前交番（津島市藤浪町1丁目17番地）
- 神守交番（津島市神守町字中田面8番地）
- 愛宕交番（津島市西愛宕町2丁目19番地）
- 天王交番（津島市南門前町1丁目8番地1）

### 愛西市
- 佐屋交番（愛西市北一色町四町78番地）
- 佐織交番（愛西市北河田町郷西241番地4）

### あま市
- 甚目寺南交番（あま市本郷八尻6番地）
- 七宝交番（あま市七宝町遠島十坪119番地3）
- 美和交番（あま市木田道下68番地1）

### 大治町
- 大治交番（海部郡大治町大字馬島字大門西7番地1）

## 駐在所
（ ）の中は所在地

### 愛西市
- 佐屋東駐在所（愛西市大井町弥八169番地）
- 西川端駐在所（愛西市西川端町上兼175番地）
- 立田北駐在所（愛西市四会町村内136番地2）
- 立田南駐在所（愛西市山路町小割10番地2）
- 開治駐在所（愛西市鵜多須町下中山85番地）
- 八輪駐在所（愛西市赤目町中屋敷30番地）

### あま市
- 伊福駐在所（あま市七宝町伊福参之割36番地）

## 主な未解決事件
- 愛西市町方町地内独居老人殺人事件[3]